# Teoria dello skopos
La teoria dello skopos (in tedesco: Skopostheorie) è una teoria che appartiene al campo della traduttologia. Il principio cardine di questa teoria consiste nel considerare l'intenzione come fattore determinante per la strategia traduttiva. Più precisamente, si prendono in considerazione le intenzioni che si celano dietro ad un atto traduttivo, dichiarate nella commessa di traduzione, le direttive e le leggi che guidano un traduttore durante l’opera di traduzione.

## Panoramica

### Contesto
La teoria è apparsa per la prima volta in un articolo pubblicato dal linguista Hans Josef Vermeer sulla rivista tedesca Lebende Sprachen nel 1978.
Come costruzione della mappa degli studi di traduzione di James Holmes (1972), la teoria dello skopos è al centro dei quattro approcci della teoria della traduzione funzionalista tedesca emersi alla fine del XX secolo. A questi approcci contribuirono anche gli allievi degli studi sulla traduzione, ed erano suddivisi in quattro fasi:
1. Il Modello funzionale di Katharina Reiss, 1971[6]
2. La teoria dello skopos di Hans Vermeer, 1978[2]
3. La Teoria dell’azione traduttiva di Justa-Holz Manttari, 1981[7]
4. La Teoria che unisce funzione e lealtà al testo di Christiane Nord,1997[8]

### Definizione
Skopos (dal greco: σκοπός) è una parola greca che corrisponde all’italiano "scopo". Si tratta di un termine tecnico, coniato da Hans Vermeer, per rappresentare l’intenzione che sta alla base del processo traduttivo. Paul Kussmaul definisce la teoria dello skopos come: "l'approccio funzionale ha una grande affinità con la teoria dello skopos. La funzionalità di una traduzione dipende dalla conoscenza, dalle aspettative, dai valori e dalle norme dei lettori della lingua d’arrivo, che sono influenzati dalla situazione in cui si trovano e dalla cultura. Questi fattori determinano se la funzione del testo di partenza o i alcuni passaggi possono essere preservati o se devono essere modificati, o addirittura sostituiti.
Secondo Vermeer, ci sono tre tipologie di scopi. In primo luogo, uno scopo generale è quello in cui il traduttore cerca di operare, per ottenere una fonte di reddito professionale. In secondo luogo, uno scopo comunicativo capace di istruire i destinatari di un testo di arrivo in una certa circostanza. In terzo luogo, lo scopo di una strategia o approccio di traduzione, che permetta di presentare i tratti strutturali della lingua di partenza.  Nella teoria dello skopos il termine "skopos", si riferisce al terzo tipo di scopo. La teoria considera il testo di partenza come "un’offerta di informazioni per una cultura di arrivo" e questo concetto è visto come una conseguenza delle teorie della comprensione costruttivista.  Un'esecuzione più chiara dell'atto traduttivo- la traduzione come azione umana che possiede così un’intenzione - può essere ottenuta attraverso l'identificazione del suo scopo. Di conseguenza, questo genera un testo tradotto- il testo di arrivo (risultato) di un testo di partenza.

### Motivazioni
La teoria dello skopos è stata adottata da Vermeer per colmare il divario tra teoria e pratica che esisteva nella teoria dell’equivalenza. Attraverso questo tentativo, Vermeer ha cercato un metodo di traduzione che andasse oltre il mero livello linguistico, e di conseguenza spostasse la traduzione oltre "gli eterni dilemmi della traduzione libera o fedele, dell’equivalenza dinamica o formale, dei buoni interpreti contro i traduttori assoggettati, e così via”, che sono i problemi presenti nelle teorie sulla traduzione del passato. In una dichiarazione Vermeer ha affermato che:
"La sola linguistica non ci aiuterà; in primo luogo, perché la traduzione non è semplicemente e neppure primariamente un processo linguistico. In secondo luogo, perché la linguistica non ha ancora formulato le domande giuste per affrontare i nostri problemi. Dunque, dobbiamo cercare da qualche altra parte."
In questa prospettiva, il linguista tedesco ha stabilito che gli approcci puramente linguistici alla traduzione erano perciò imperfetti e che i problemi di traduzione sarebbero stati problematici da risolvere. Pertanto, la teoria dello skopos generale è stata istituita come base delle teorie funzionali, con riferimento alla teoria dell'azione esistente. Vermeer vedeva la traduzione come una qualsiasi altra azione e come tale, doveva possedere uno skopos secondo la teoria dell'azione. A tal proposito, Vermeer considerava l'atto della traduzione come la produzione di un testo in determinati contesti di arrivo per specifici scopi e persone in circostanze particolari.

### Obiettivo e pubblico
La teoria dello skopos è un quadro generale per i traduttori che segnala "un allontanamento dalle tipologie linguistiche statiche delle variazioni di traduzione". A differenza delle teorie della traduzione passate che si concentrano sulla linguistica e le traduzioni basate sull'equivalenza ad un micro-livello, il testo tradotto nella teoria dello skopos non richiede l'equivalenza funzionale al testo originale, poiché la teoria pone l'accento sullo scopo dell’atto traduttivo.

## Quadro teorico

### Teoria dell'azione
Secondo Vermeer, la teoria dell'azione è alla base della teoria dello skopos, poiché ogni azione è guidata da uno scopo. Un'azione è definita come "l’agire, che significa intenzionalmente determinare o prevenire un cambiamento nel mondo (nella natura)". Poiché la traduzione è una forma di atto traduttivo che implica la comunicazione intenzionale (o l'interazione, se interessa due o più agenti) e la transizione, deve esserci uno scopo associato ad essa. Vermeer ha fornito diversi assiomi o tesi al fine di contestualizzare la teoria dello skopos come una forma di teoria dell'azione che includono l'affermazione secondo la quale gli skopos dell’azione determinano la strategia per raggiungere l'obiettivo previsto. Altri studiosi suggeriscono che, nella traduzione dei testi, debbano essere considerati nel processo anche fattori contestuali come la cultura del lettori e il cliente che ha avviato la traduzione. La teoria dell'azione, tuttavia, ha una portata più ampia della teoria dello skopos.

### Istruzioni per tradurre
Per far si che il traduttore riesca ad interpretare lo scopo della traduzione e ad adottare delle strategie per operare in correlazione ad esso, è necessario che il cliente fornisca delle istruzioni per la traduzione. Queste ultime forniscono le disposizioni necessarie per eseguire la traduzione. Un lavoro di traduzione dovrebbe includere informazioni il più possibile dettagliate su ciò che segue:
1. l’obiettivo, ovvero una specificazione del fine della richiesta di traduzione;
2. a quali condizioni l’obiettivo perseguito dovrebbe essere realizzato (naturalmente includendo questioni di tipo pratico come le scadenze e la retribuzione).[13]

Il cliente fornirà “più dettagli possibili riguardo all’obiettivo, chiarendo i destinatari, il momento, il luogo, l’occasione e il mezzo della comunicazione che si vuole attuare ad infine la funzione che il testo dovrebbe avere”. Le istruzioni per la traduzione vengono specificate, dichiarando se esse sono p in forma scritta o orale. Tuttavia, quando il cliente non fornisce esplicitamente una dettagliata richiesta di traduzione - a causa per esempio di una scarsa familiarità nel campo della comunicazione interculturale - il traduttore dovrebbe negoziare e fornire indicazioni sulla possibilità di tradurre il testo di partenza e sul tipo di testo di arrivo necessario per raggiungere l’obiettivo, ovvero lo skopos.
| Istruzioni per tradurre: Per favore, traduca il seguente passaggio in indonesiano. Il cliente è l’Universitá del Nuovo Galles del Sud, le traduzioni verranno pubblicate nel sito web dell’universitá come informazioni per i potenziali studenti internazionali ed i loro genitori. Un breve profilo dell’Università del Nuovo Galles del Sud. L’Università del Nuovo Galles del Sud è una tra le università preminenti nel settore della ricerca e dell’insegnamento. Fondata nel 1949, è classificata tra le migliori 60 università al mondo, rinomata per la qualità dei suoi laureati e per la ricerca condotta a livello mondiale. |

Da queste istruzioni per la traduzione si può notare che il cliente, l’Universitá del Nuovo Galles del Sud, richiede che la lingua del testo target sia l’indonesiano. Le informazioni saranno visualizzate nel sito web dell’università, per i lettori indonesiani cui sono indirizzate. Il proposito della traduzione è quello di fornire informazioni per i possibili studenti internazionali ed i loro genitori. Perciò, avendo identificato lo scopo esplicito, il traduttore sarà in grado di seguirlo attentamente e di scegliere la strategia di traduzione adeguata per portare a termine la richiesta di traduzione.

### Leggi
Le tre leggi principali della skopos theory alla base delle sei direttive sopra citate sono:
1. La legge dello skopos
2. La legge della coerenza
3. La legge della fedeltà

La terza legge, la legge della fedeltà, è subordinata alla seconda legge, la legge della coerenza, che a sua volta è subordinata alla legge dello skopos.

#### La legge dello skopos
La prima legge da rispettare nella traduzione impone di perseguire lo scopo della traduzione in quanto azione, interpretabile anche con “il fine giustifica i mezzi”. Seguendo la traduzione di Nord, Vermeer definisce la legge dello skopos come segue: 
Ogni testo è prodotto per un determinato scopo e a tale dovrebbe attenersi. La legge dello skopos, dunque, sostiene quanto segue: traduci/interpreta/parla/scrivi in modo tale che il tuo testo/traduzione sia funzionale al contesto d’uso, alle persone che vogliono fruirne e nello specifico al senso che queste danno al testo.
Ciò presuppone la conoscenza di ulteriori convenzioni socioculturali nonché un orientamento al testo di partenza come osservato nelle precedenti teorie traduttive. La teoria dello skopos, al contrario, adotta un approccio top-down (parte da problemi generali per arrivare a problemi specifici) che pone in evidenza il testo d’arrivo.

#### La legge della coerenza
La seconda legge, la legge della coerenza, richiede ai traduttori che ogni testo d'arrivo si adatti alla cultura della lingua d’arrivo. Soltanto in questo modo i riceventi potranno comprenderlo e renderlo funzionale al contesto d’uso. Come riporta Nord, la legge stabilisce che: 
Una traduzione deve essere accettabile, ovvero coerente con il contesto del pubblico d’arrivo.
Segue:
Un’interazione comunicativa può essere ritenuta efficace se i riceventi la interpretano come sufficientemente coerente al contesto d’uso.
In altre parole, secondo questa legge, è importante considerare i riceventi del testo d’arrivo, il loro contesto culturale e le circostanze sociali come fattori principali per produrre traduzioni di significato. Ciò consentirebbe un’accurata trasmissione del significato contestuale del testo ai suddetti recettori. Dunque, secondo questa interpretazione, la coerenza inter-testuale specificherebbe che una traduzione è considerata adeguata solo quando i recettori possono comprendere il testo e interpretarlo come adeguato alla cultura e alla situazione comunicativa.

#### La legge della fedeltà
Il terzo caposaldo della teoria dello skopos sottolinea la necessità di una coerenza inter-testuale tra il testo di partenza ed il testo d’arrivo, essendo i testi di destinazione prodotti conformemente alle informazioni offerte dai testi di partenza. Ne consegue che la forma del testo di destinazione sarà determinata dall'interpretazione del testo di partenza da parte del traduttore e dallo scopo della traduzione stessa. Come riporta Dan, la terza legge stabilisce che: 
Il TT [testo d’arrivo] dovrebbe mantenere una certa relazione con il ST [testo di partenza] corrispondente. 
Nonostante questa legge presenti una notevole somiglianza con l'aspetto della 'faithfulness' concepito nelle precedenti teorie traduttive, una differenza significativa le contraddistingue. La legge della fedeltà si contrappone alla 'faithfulness' in quanto la seconda è statica e immutabile a confronto della natura dinamica della prima, secondo la quale forma e livello di traduzione cambiano a seconda dell’interpretazione che il traduttore ha del testo di partenza. Dunque, mentre la legge della fedeltà può sia dipendere strettamente dal testo di partenza che allontanarsene (o niente del genere), l'aspetto della 'faithfulness' necessita la massima equivalenza possibile.

## Quadro d’applicazione della teoria dello skopos

### Traduzione giuridica
Per traduzione giuridica si intende la traduzione dell’informazione giuridica e interlinguistica. Questo tipo di traduzione include la traduzione di documenti riguardanti sistemi di giustizia del diritto civile e penale quali ad esempio contratti, licenze, marchi registrati, diritti d’autore, accordi in ambito di contenzioso e normative.
La teoria dello skopos prevede che la traduzione di un testo venga svolta al fine di soddisfare lo scopo e la funzione comunicativa del pubblico alla quale è destinata. Al fine di supportare ed assistere i traduttori nella traduzione giuridica sono state introdotte tre regole all’interno della teoria dello skopos: una di queste è la regola della fedeltà, secondo la quale è importante mantenere la coerenza nella traduzione dal testo di partenza a quello di arrivo. Questa norma si applica alle traduzioni giuridiche poiché i testi giuridici richiedono un’estrema precisione nella definizione dei termini. Al fine di evitare fraintendimenti riguardanti questioni importanti come i contratti, che potrebbero generare inutili cause, è inoltre necessario essere chiari ed espliciti nella formulazione e nella resa delle informazioni. Un’ulteriore problematica della traduzione giuridica riguarda le lacune terminologiche e la mancanza di formulazioni o concetti corrispondenti tra la lingua e la cultura di partenza e quella di arrivo. La traduzione giuridica è infatti strettamente legata alla cultura e potrebbero esistere convenzioni o concetti specifici che sono presenti nella cultura di partenza ma non in quella di arrivo. Pertanto, la teoria dello skopos aiuta i traduttori a definire uno standard di riferimento da utilizzare nel trasferimento di elementi dal testo di partenza a quello di arrivo. In base alla regola dello skopos e quella della coerenza, l’esigenza di costruire un testo di arrivo che risulti coerente per il pubblico d’arrivo aiuterà a comprendere quali aspetti del testo di partenza sia necessario conservare nella traduzione. Attraverso ricerche sull’ applicazione della teoria dello skopos nella legge cinese, il ricercatore Liu Yanping ha individuato alcune strategie traduttive come quella dello spostamento, dell’omissione (eliminazione del termine problematico), della riduzione, dell’espansione, della combinazione e della conversione. Nell’esempio che segue viene presentata la strategia di omissione nell’azione traduttiva:
Legislazione in lingua originale:
第六十八条
犯罪分子有揭发他人犯罪行为,查证属实的,或者提供重要线索,从而得以侦破其他案件等立功表现的, 可以从轻或者减轻处罚;有重大立功表现的,可以减轻或者免除处罚。犯罪后自首又有重大立功表现的,应当减轻或者免除处罚。
Traduzione in italiano:
Articolo 68:
A qualsiasi criminale che svolga servizi meritori come esporre un reato commesso da un altro, che viene verificato attraverso l'indagine, o produrre indizi importanti per la soluzione di altri casi, può essere punito con una punizione più leggera o attenuata. Qualsiasi criminale che svolge servizi meritori importanti può ricevere una punizione attenuata o essere esentato dalla punizione.
Legislazione in lingua originale:
第七十二条
对于被判处拘役、三年以下有期徒刑的犯罪分子,根据犯罪分子的犯罪情节和悔罪表现, 适用缓刑确实不致再危害社会的,可以宣告缓刑。
Traduzione in italiano: Articolo 72:
Per i criminali condannati alla detenzione e alla reclusione fino a tre anni, a seconda delle circostanze del suo crimine e del loro grado di pentimento, può essere dichiarata la libertà vigilata se ritenuta non dannosa per la società.
Liu descrive la traduzione dei termini ““立功表现” e “悔罪表现” rispettivamente come “atti meritori” e “pentimento”, omettendo la traduzione del termine “表现” (in italiano: prestazioni). Gli atti meritori e di pentimento sono forme di prestazioni e pertanto la traduzione di “表现” costituirebbe una ripetizione. Liu sottolinea anche l’importanza del riconoscere le differenze sintattiche tra la lingua di partenza e quella di arrivo necessaria per l’accuratezza del significato sia nella lingua originale (cinese) che nella traduzione.

### Traduzione pubblicitaria
La traduzione pubblicitaria mira a conservare l’aspetto persuasivo di un annuncio pubblicitario e di adattarlo al mercato e alla cultura di arrivo. Nella teoria dello skopos la traduzione non si concentra esclusivamente sul testo di partenza ma tiene in considerazione anche lo scopo e la funzione comunicativa della traduzione.
In ambito pubblicitario, la teoria dello skopos gioca quindi un ruolo molto importante. Essendo il testo determinato dal suo skopos, ciò che viene richiesto al traduttore è considerare la cultura e il contesto del pubblico di arrivo ma anche la conoscenza del prodotto pubblicizzato.
A seconda delle necessità imposte dalla situazione, il traduttore deve tenere a mente lo skopos e stabilire se sia meglio adottare una traduzione libera o una più letterale. Ad esempio, lo slogan di un annuncio pubblicitario può essere oggetto di una traduzione dinamica (dal momento che la sua funzione comunicativa è attirare l’attenzione del pubblico di arrivo), quindi essere dapprima mantenuto e poi adattato ad una cultura diversa.

### Traduzione della Bibbia
Esistono diverse versioni della Bibbia che perseguono scopi differenti. La nuova “Bibbia Americana standard” cerca di imitare più fedelmente possibile gli antichi manoscritti ebraici, greci e aramaici. Una versione nota come la “Bibbia internazionale dei bambini”, invece, si occupa di tradurre il linguaggio biblico in un inglese semplificato per permetterne la lettura anche a coloro che hanno meno familiarità con la lingua . La comunità di arrivo stabilisce lo skopos e influenza la decisione dei traduttori per quanto riguarda, per esempio, la scelta di un approccio più libero o letterale alla traduzione.

## Reazioni

### Meriti
La teoria dello skopos offre alcuni benefici – ad esempio riduce le complicazioni, diffuse in precedenti teorie della traduzione, dovute ad una percezione diversa di traduzione efficace tra traduttori e clienti . Questa nuova prospettiva che pone l’enfasi sullo scopo può aiutare i traduttori ad orientarsi in modo più veloce e chiaro su come raggiungere i propri obiettivi nel testo di arrivo.
Inoltre, insieme alle istruzioni per la traduzione, fornisce ai traduttori linee guida chiare concordate con il cliente. Ciò porta a strategie traduttive adatte che si possono utilizzare per soddisfare le esigenze di "adeguatezza” oltre agli specifici bisogni del cliente. Per esempio, se quest’ultimo richiede che il testo di arrivo sia informativo, il traduttore può adottare una strategia che traduce accuratamente i termini tecnici soggetti alle norme culturali proprie della comunità.
Inoltre, la teoria dello skopos non impone un principio specifico da adottare per tradurre, concedendo ai traduttori il potere di scegliere tra una vasta gamma di strategie. I traduttori si concentrano sul testo di arrivo che dunque prevale su quello di partenza riuscendo allo stesso tempo a tenere in conto una varietà di testi di partenza tradotti in modo "cosciente e coerente". In questo modo individuando nuove condizioni del testo di partenza e di arrivo, la loro relazione, i criteri dell’atto traduttivo e la responsabilità del traduttore.
Un ulteriore merito della teoria dello skopos è quello di fornire agli studenti la possibilità di sviluppare la loro creatività e le loro abilità pragmatiche e analitiche in quanto gli concede la libertà di scegliere, basandosi sullo scopo dell’atto traduttivo, tra una varietà di strategie, come quella dell'addomesticamento o estraniamento. Ciò promuove l’innovazione attraverso l’effettiva individuazione di una funzione e non limita gli studenti ad una singola teoria, mentre i fattori socioculturali sono soggetti a variazione in una società globalizzata.

### Critiche
L’altro lato della medaglia, compresa la libertà di scegliere tra strategie traduttive differenti basate sul fattore dello scopo, consiste nel fatto che la teoria possa sembrare una cornice vaga, che non fornisce precise indicazioni da seguire passo dopo passo. Gli studenti e gli aspiranti traduttori non hanno dunque delle linee guida da seguire scrupolosamente, il che potrebbe porre maggiore pressione e responsabilità sul traduttore, nel trovare la strategia traduttiva adeguata. Questo può limitare la comprensione e l’esperienza della traduzione in situazioni pratiche che sono fondamentali nelle fasi iniziali dell’apprendimento.
Inoltre, la teoria dello skopos adotta un approccio top-down in cui l’enfasi sul testo di partenza è stata limitata ed oscurata dal testo di arrivo. Stando alla seconda regola della teoria dello skopos, il testo di partenza funge da fonte di informazioni che vengono assimilate nel testo di arrivo come l’offerta di informazioni sulla lingua e cultura di arrivo (vedere le regole di cui sopra). Questo spostamento dell’enfasi sul testo di arrivo viene attuato a discapito del testo di partenza, che viene depotenziato linguisticamente delle caratteristiche stilistiche, trascurando di conseguenza le caratteristiche semantiche minori fornite al lettore nel testo di arrivo . Koller afferma che, in una corretta traduzione, il testo di partenza è un indicatore che permette al testo di arrivo di essere valutato indipendentemente, basandosi sullo scopo dell’atto traduttivo. Tuttavia, la teoria dello skopos non tiene in grande considerazione il testo di partenza, ma considera il testo di arrivo come suo mezzo.
Un altro problema è che testi letterari e religiosi utilizzano un linguaggio particolarmente espressivo e stilistico, per il quale la traduzione non può basarsi sulle norme della teoria dello skopos. Per esempio, la Bibbia possiede qualità artistiche che includono visioni profetiche, principi oratoriali e analogie come le parabole. Approfondire lo scopo dell'atto traduttivo senza svolgere un'analisi linguistica di base può impedire il raggiungimento dell'atteggiamento necessario nella lingua di arrivo. Pertanto, la teoria dello skopos non è pienamente applicabile all'ampio genere stilistico della letteratura che include anche i testi letterari. Al fine di un lavoro più accurato, per le opere letterarie può essere adottata la Teoria del Polisistema postulata da Even Zohar, in cui vengono considerate le proprietà sociali, culturali, letterarie e storiche.
La teoria dello skopos in quanto teoria funzionalista, per sua natura, semplifica troppo la situazione linguistica di un testo e ciò pone qualche difficoltà nel rilevare i contesti in modo esaustivo. Vermeer e Reiss inquadrano con sicurezza diversi tipi testuali utilizzando un quadro generale di “skopos” (scopo), trascurando così la complessità della lingua di partenza ed il senso della frase, incluse le proprietà lessicali, sintattiche e stilistiche. Questo processo può portare a considerare l'atto traduttivo come un adattamento piuttosto che una traduzione, in quanto la teoria dello skopos è applicabile a qualsiasi testo con uno scopo dichiarato.
È anche discutibile che non tutte le azioni hanno un'intenzione e non tutte le traduzioni hanno uno scopo, come si osserva nei testi letterari e nell'arte che sono stilisticamente complessi, a differenza di quanto avviene nei testi politici e commerciali. Tuttavia, Vermeer sostiene che un atto traduttivo non dovrebbe essere considerato in quanto tale se non ha uno scopo. Inoltre, alcune opere d'arte hanno come unico scopo quello di esistere, ad esempio nel caso della cosiddetta "arte per l'arte"., Ciò nonostante, la a teoria dello skopos può ancora essere applicata ai testi non letterari che hanno scopi stabiliti e soddisfano i criteri di equivalenza formale.
Infine, le possibilità di utilizzare una quantità di strategie sono molteplici e questo può quindi portare a incongruenze nel garantire che il testo di arrivo funzioni nel modo previsto e che risponda alle aspettative nella lingua di arrivo. Il fattore della “lealtà” introdotto da Nord può ridurre questa limitazione esaminando "la relazione interpersonale tra il traduttore, il mittente del testo di partenza, i destinatari del testo di arrivo e l'iniziatore". Così facendo si sottolinea la responsabilità etica che il traduttore ha nel comunicare chiaramente con i propri clienti durante un'interazione traduttiva, agendo come “autore” del testo di arrivo.